# This Guitar (Can’t Keep from Crying)
«This Guitar (Can’t Keep from Crying)» — песня Джорджа Харрисона, вышедшая на альбоме Extra Texture (Read All About It). В декабре 1975 года песня была выпущена в формате сингла в США, но не попала в американские чарты. В феврале 1976 года сингл вышел в Великобритании, где также не имел коммерческого успеха. На стороне «Б» сингла вышла песня «Maya Love» с альбома Харрисона Dark Horse. Сингл «This Guitar (Can’t Keep from Crying)» стал последним релизом Apple Records до середины 1990-х годов, когда лейбл выпустил альбом The Beatles Live at the BBC и трёхчастный сборник The Beatles Anthology.
Песня представляет собой сиквел к композиции «While My Guitar Gently Weeps», написанной Харрисоном в составе The Beatles и вышедшей на альбоме The Beatles (также White Album; 1968).
В 2006 году, в рамках проекта Platinum Weird в Интернете вышла альтернативная версия песни, записанная Харрисоном в 1992 году.